# Pteleon
|  | Per a altres significats, vegeu «Ptelèon (Èlida)». |

Ptèleon (grec antic: Πτελεόν, llatí: Pteleum) era una ciutat de Tessàlia al sud-oest de la Ftiòtida, prop de l'entrada del Sinus Pagasaeus, i entre Antró i Halos, i segons Artemidor d'Efes es trobava a 110 estadis d'aquesta darrera ciutat. Homer diu que estava governada per Protesilau, a qui pertanyia també la ciutat d'Antró. La ciutat de Ptèleon apareix al Catàleg de les naus de la Ilíada.
L'any 192 aC Antíoc III el Gran va desembarcar a Ptèleon per continuar la guerra contra els romans a Grècia, que va acabar en desastre per a ell, segons Titus Livi. El 171 aC la ciutat va ser destruïda pel cònsol Publi Licini Cras quan els habitants ja l'havien abandonada. No es devia recuperar d'aquesta destrucció i Plini el Vell diu que al seu temps era un bosc.
A l'edat mitjana tornava a existir amb el nom de Ftelio, i quan els catalans van ocupar Neopàtria el 1319, els habitants, amb l'aprovació de l'Imperi Romà d'Orient, van cridar els venecians que la van ocupar i va restar en poder de Venècia del 1323 al 1470. Quan els venecians van perdre l'illa de Negrepont davant els turcs, aquests van desembarcar a Ftelio i la van ocupar, deportant a la població cap a Constantinoble, per repoblar aquesta capital.
Correspon a la moderna vila de Pteleó o Ftelió o Pteleos. Prop hi ha les runes del castell de l'edat mitjana.